# Chaussin
Chaussin je naselje in občina v vzhodnem francoskem departmaju Jura regije Franche-Comté. Leta 2009 je naselje imelo 1.611 prebivalcev.

## Geografija
Kraj leži v pokrajini Bresse ob reki Orain, 19 km jugozahodno od Dola.

## Uprava
Chaussin je sedež istoimenskega kantona, v katerega so poleg njegove vključene še občine Asnans-Beauvoisin, Balaiseaux, Bretenières, Chaînée-des-Coupis, Chêne-Bernard, Le Deschaux, Les Essards-Taignevaux, Gatey, Les Hays, Neublans-Abergement, Pleure, Rahon, Saint-Baraing, Séligney, Tassenières in Villers-Robert z 7.056 prebivalci (v letu 2009).
Kanton Chaussin je sestavni del okrožja Dole.

## Zanimivosti
- cerkev sv. Mavricija;